# مايكل شانون
مايكل شانون (بالإنجليزية: Michael Shannon)‏ مواليد 7 أغسطس 1974 في كنتاكي، الولايات المتحدة، هو ممثل أمريكي بدأ مسيرته الفنية عام 1991.

## الأعمال

### أفلام
- آيس مان
- يوم جراوندهوج
- بيرل هاربر
- سماء الفانيلا
- 8 أميال
- فتيان أشقياء 2
- الطريق الثوري
- جونا هيكس
- رجل من حديد
- جرائم عليا
- حرب التيارات
- أخرجوا السكاكين[1]

### مسلسلات
- Boardwalk empire : ممر الامبراطورية

## روابط خارجية
- مايكل شانون على موقع IMDb (الإنجليزية)
- مايكل شانون على موقع روتن توميتوز (الإنجليزية)
- مايكل شانون على موقع مونزينجر (الألمانية)
- مايكل شانون على موقع قاعدة بيانات الأفلام العربية
- مايكل شانون على موقع ألو سيني (الفرنسية)
- مايكل شانون على موقع تيرنر كلاسيك موفيز (الإنجليزية)
- مايكل شانون على موقع أول موفي (الإنجليزية)
- مايكل شانون على موقع بوكس أوفيس موجو (الإنجليزية)
- مايكل شانون على موقع قاعدة بيانات برودواي على الإنترنت (الإنجليزية)
- مايكل شانون على موقع قاعدة بيانات الأفلام السويدية (السويدية)